# Saint-Hippolyte-du-Fort
Pour les articles homonymes, voir Saint-Hippolyte.
Saint-Hippolyte-du-Fort, en occitan Sant Ipolit del Fòrt, est une commune française située dans l'ouest du département du Gard, en région Occitanie.
Exposée à un climat méditerranéen, elle est drainée par le Vidourle, l'Alzon, l'Argentesse, le ruisseau de Valestalière et par deux autres cours d'eau. La commune possède un patrimoine naturel remarquable : un site Natura 2000 (les « gorges de Rieutord, Fage et Cagnasse ») et cinq zones naturelles d'intérêt écologique, faunistique et floristique.
Saint-Hippolyte-du-Fort est une commune rurale qui compte 3 739 habitants en 2022. Elle est dans l'unité urbaine de Saint-Hippolyte-du-Fort. Ses habitants sont appelés les Cigalois ou  Cigaloises.
Le patrimoine architectural de la commune comprend quatre monuments protégés au titre des monuments historiques : l'Immeuble Dugas, inscrit  en 1941, le dolmen de Rascassols, inscrit en 1990, le domaine des Graves, inscrit en 2007, et le monument aux morts de l'école militaire préparatoire, inscrite en 2018.

## Géographie
Saint-Hippolyte-du-Fort (30170) est une ville du Gard bien abritée située au pied du versant sud des Cévennes. Elle se trouve à 50 km de Nîmes comme de Montpellier, 12 km à l'est de Ganges. La commune se situe sur la faille cévenole qui délimite les Cévennes de la zone des garrigues. Au-delà de l'abrupt pic de Midi, elle est dominée par la masse imposante de la montagne calcaire de la Fage, alors que sur la rive gauche du Vidourle commencent les Cévennes constituée de schistes et de granites, offrant un contraste végétal (chênes, sapins et châtaigniers) en seulement quelques kilomètres en direction de Saint-Roman-de-Codières ou bien de Lasalle par le col du Rédarès.
Le fleuve Vidourle traverse la ville au débouché des Cévennes pour se perdre, un temps, dans le massif calcaire karstique très perméable de Conqueyrac avant de réapparaître à la fontaine de Sauve.
La commune est limitrophe du département de l'Hérault.
| Cros                 |                         | Monoblet   |
| La Cadière-et-Cambo  | Saint-Hippolyte-du-Fort | Conqueyrac |
| Montoulieu (Hérault) | Pompignan               |            |

### Climat
Pour des articles plus généraux, voir Climat de l'Occitanie et Climat du Gard.
En 2010, le climat de la commune est de type climat méditerranéen franc, selon une étude s'appuyant sur une série de données couvrant la période 1971-2000. En 2020, Météo-France publie une typologie des climats de la France métropolitaine dans laquelle la commune est exposée à un climat méditerranéen et est dans la région climatique Provence, Languedoc-Roussillon, caractérisée par une pluviométrie faible en été, un très bon ensoleillement (2 600 h/an), un été chaud (21,5 °C), un air très sec en été, sec en toutes saisons, des vents forts (fréquence de 40 à 50 % de vents > 5 m/s) et peu de brouillards.
Pour la période 1971-2000, la température annuelle moyenne est de 13,8 °C, avec une amplitude thermique annuelle de 17 °C. Le cumul annuel moyen de précipitations est de 1 185 mm, avec 7,5 jours de précipitations en janvier et 3,5 jours en juillet. Pour la période 1991-2020, la température moyenne annuelle observée sur la station météorologique la plus proche, située sur la commune de Colognac à 7 km à vol d'oiseau, est de 12,3 °C et le cumul annuel moyen de précipitations est de 1 502,4 mm,. Pour l'avenir, les paramètres climatiques de la commune estimés pour 2050 selon différents scénarios d'émission de gaz à effet de serre sont consultables sur un site dédié publié par Météo-France en novembre 2022.

### Milieux naturels et biodiversité

#### Réseau Natura 2000

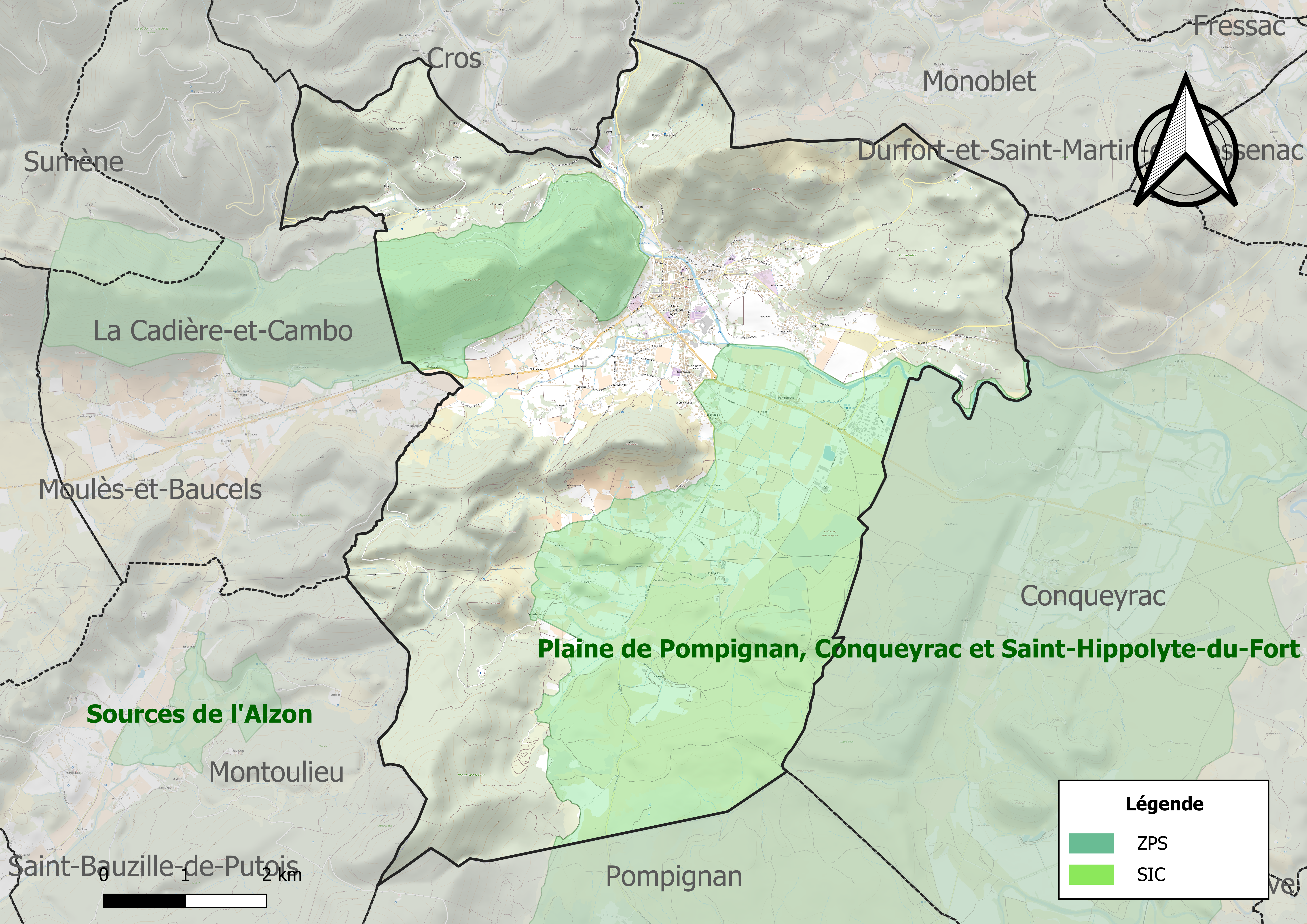
Sites Natura 2000 sur le territoire communal.

Le réseau Natura 2000 est un réseau écologique européen de sites naturels d'intérêt écologique élaboré à partir des directives habitats et oiseaux, constitué de zones spéciales de conservation (ZSC) et de zones de protection spéciale (ZPS).
Un site Natura 2000 a été défini sur la commune au titre  de la directive oiseaux : les « gorges de Rieutord, Fage et Cagnasse », d'une superficie de 12 308 ha, comportent des milieux escarpés, des falaises, et sont un biotope de prédilection pour l'avifaune rupestre parmi laquelle on relève des espèces à très forte valeur patrimoniale : l'Aigle de Bonelli, le Grand Duc d'Europe, le Circaète Jean-le-Blanc.

#### Zones naturelles d'intérêt écologique, faunistique et floristique
L’inventaire des zones naturelles d'intérêt écologique, faunistique et floristique (ZNIEFF) a pour objectif de réaliser une couverture des zones les plus intéressantes sur le plan écologique, essentiellement dans la perspective d’améliorer la connaissance du patrimoine naturel national et de fournir aux différents décideurs un outil d’aide à la prise en compte de l’environnement dans l’aménagement du territoire.
Deux ZNIEFF de type 1 sont recensées sur la commune :
la « montagne des Cagnasses » (558 ha), couvrant 3 communes du département, et 
la « plaine de Pompignan, Conqueyrac et Saint-Hippolyte-du-Fort » (5 432 ha), couvrant 3 communes du département
et trois ZNIEFF de type 2, : 
- le « massif du Bois de Monnier » (5 858 ha), couvrant 8 communes dont 3 dans le Gard et 5 dans l'Hérault[13] ;
- la « montagne de la Fage et gorges du Rieutord » (5 561 ha), couvrant 7 communes dont 5 dans le Gard et 2 dans l'Hérault[14] ;
- les « plaines de Pompignan et du Vidourle » (12 043 ha), couvrant 12 communes dont 9 dans le Gard et 3 dans l'Hérault[15].

Carte des ZNIEFF de type 1 et 2 à Saint-Hippolyte-du-Fort.
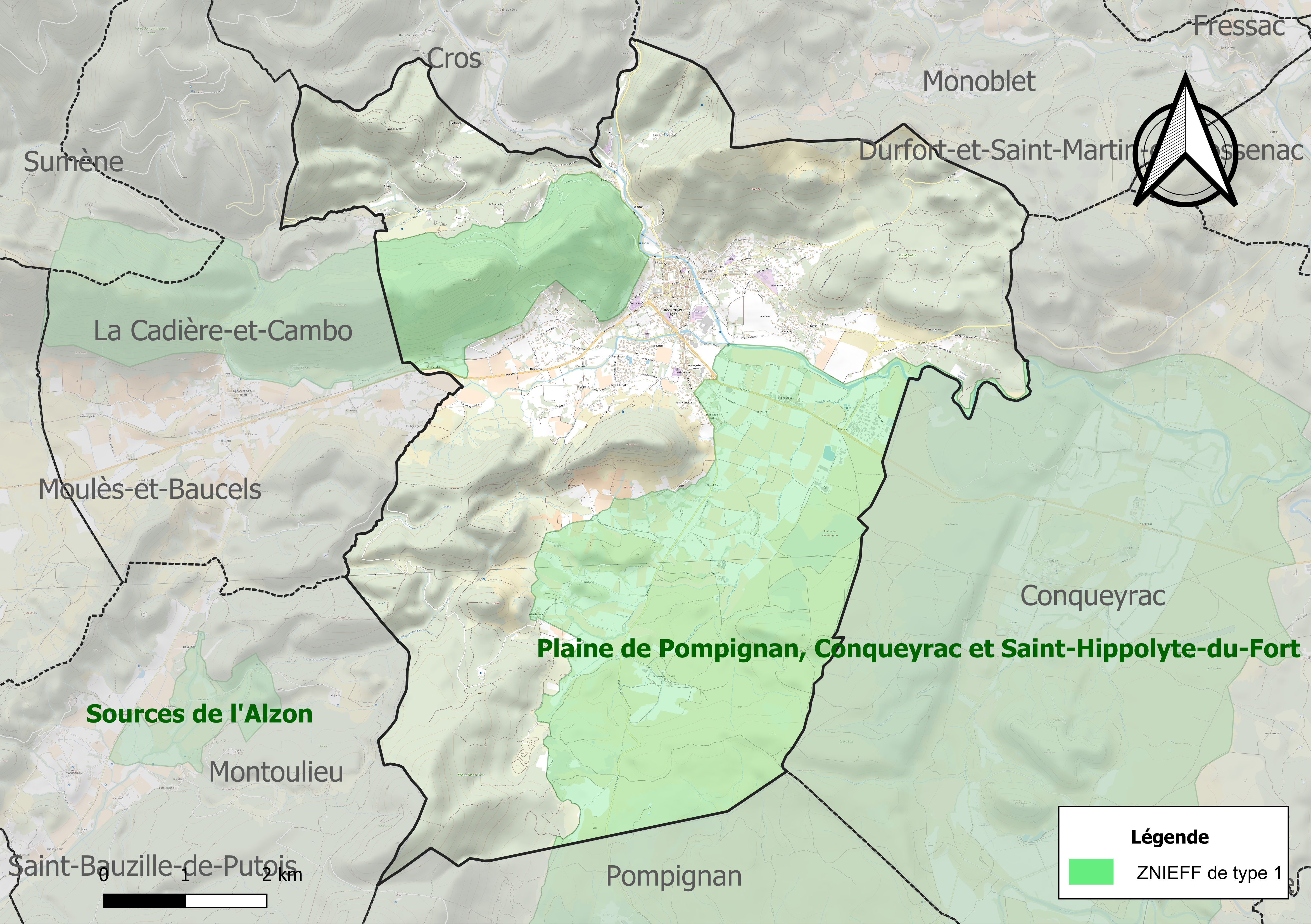
Carte des ZNIEFF de type 1 sur la commune.
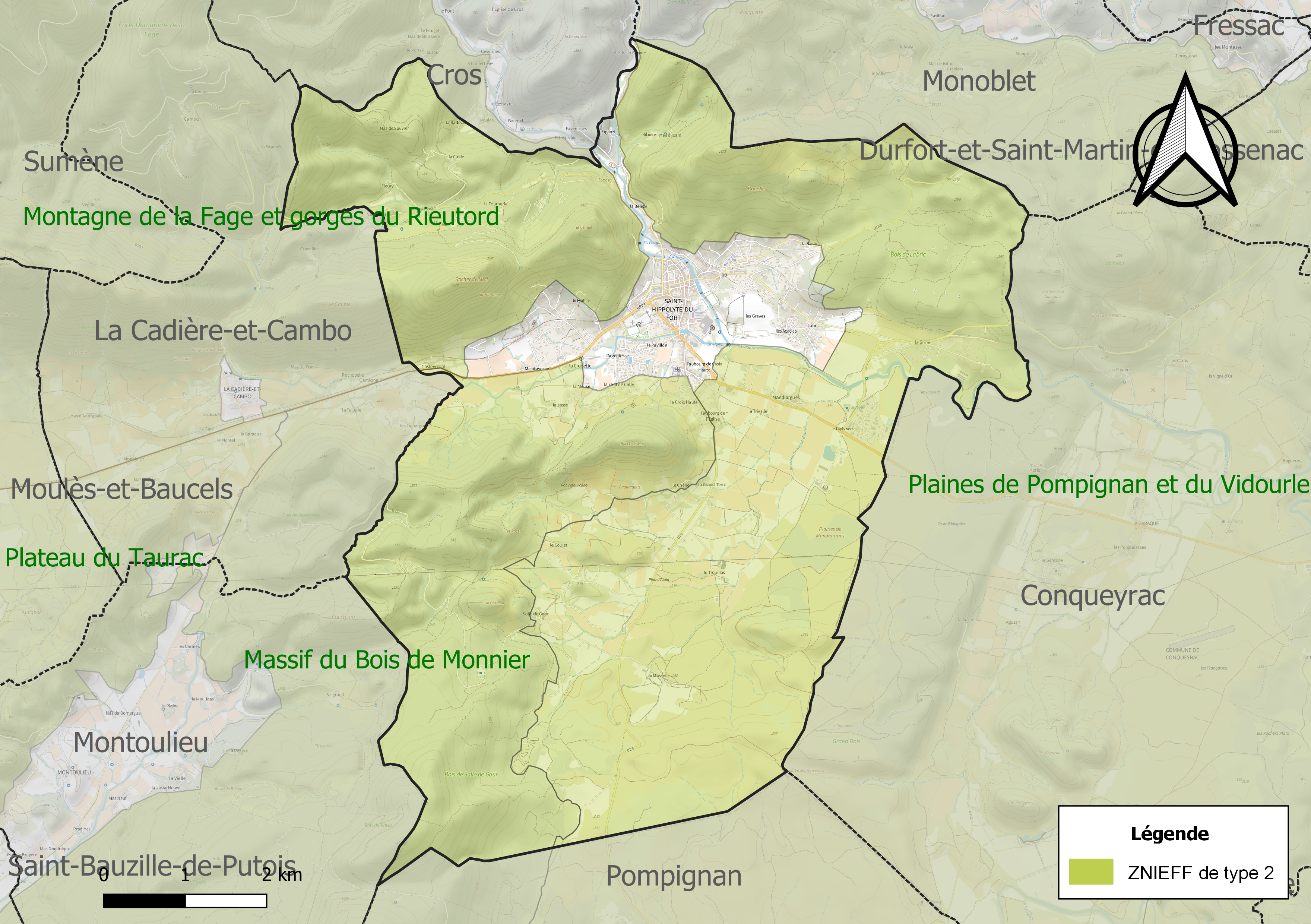
Carte des ZNIEFF de type 2 sur la commune.

## Urbanisme

### Typologie
Au 1er janvier 2024, Saint-Hippolyte-du-Fort est catégorisée bourg rural, selon la nouvelle grille communale de densité à sept niveaux définie par l'Insee en 2022.
Elle appartient à l'unité urbaine de Saint-Hippolyte-du-Fort, une unité urbaine monocommunale constituant une ville isolée,. La commune est en outre hors attraction des villes,.

### Occupation des sols
L'occupation des sols de la commune, telle qu'elle ressort de la base de données européenne d’occupation biophysique des sols Corine Land Cover (CLC), est marquée par l'importance des forêts et milieux semi-naturels (75,8 % en 2018), une proportion sensiblement équivalente à celle de 1990 (75,9 %). La répartition détaillée en 2018 est la suivante : 
milieux à végétation arbustive et/ou herbacée (39,1 %), forêts (36,7 %), cultures permanentes (16,5 %), zones urbanisées (5,2 %), zones agricoles hétérogènes (2,4 %). L'évolution de l’occupation des sols de la commune et de ses infrastructures peut être observée sur les différentes représentations cartographiques du territoire : la carte de Cassini (XVIIIe siècle), la carte d'état-major (1820-1866) et les cartes ou photos aériennes de l'IGN pour la période actuelle (1950 à aujourd'hui).

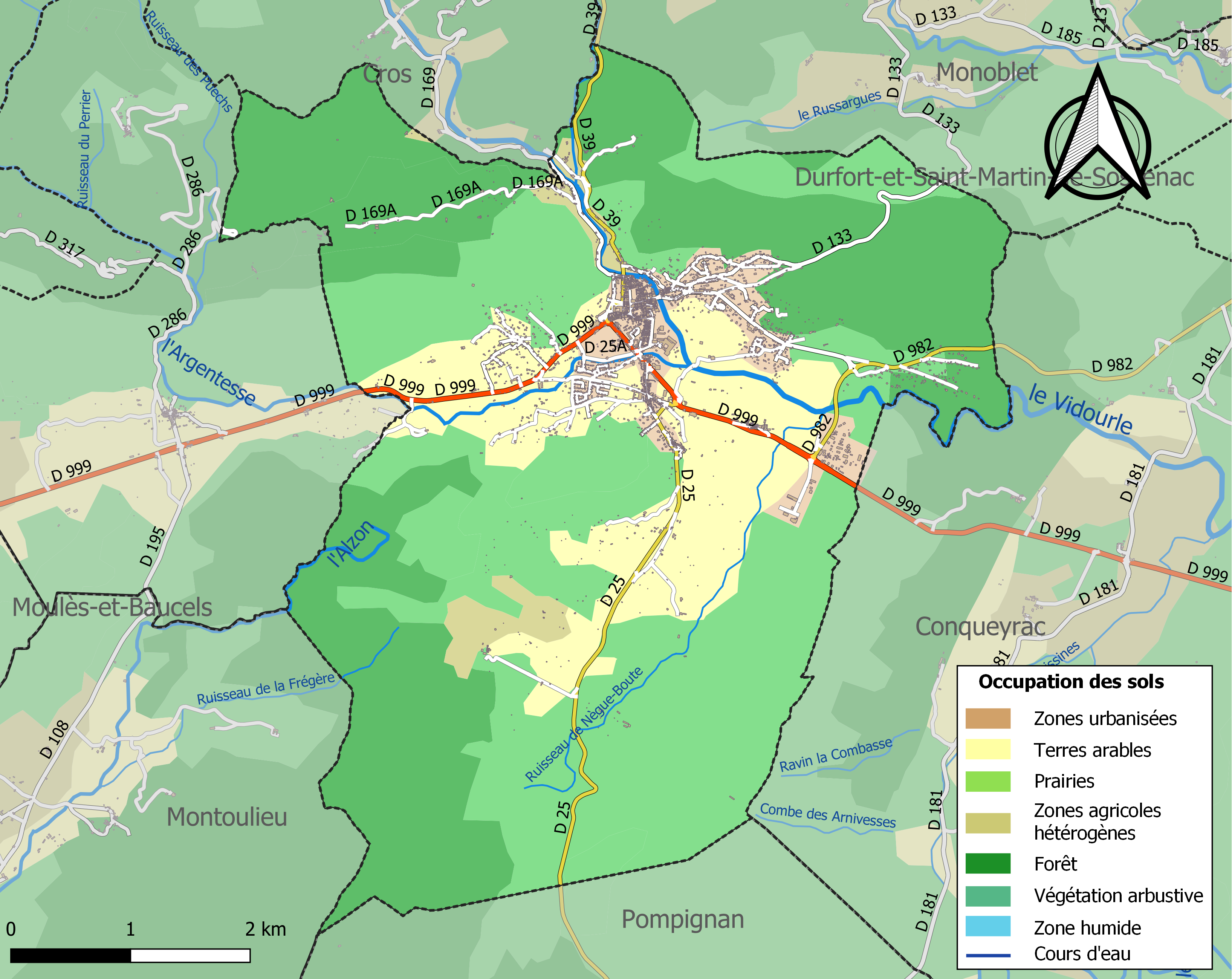
Carte des infrastructures et de l'occupation des sols de la commune en 2018 (CLC).

### Risques majeurs
Le territoire de la commune de Saint-Hippolyte-du-Fort est vulnérable à différents aléas naturels : météorologiques (tempête, orage, neige, grand froid, canicule ou sécheresse), inondations, feux de forêts, mouvements de terrains et séisme (sismicité faible). Il est également exposé à un risque technologique,  le transport de matières dangereuses, et à un risque particulier : le risque de radon. Un site publié par le BRGM permet d'évaluer simplement et rapidement les risques d'un bien localisé soit par son adresse soit par le numéro de sa parcelle.

#### Risques naturels
Certaines parties du territoire communal sont susceptibles d’être affectées par le risque d’inondation par débordement de cours d'eau et par une crue torrentielle ou à montée rapide de cours d'eau, notamment le Vidourle, l'Alzon et l'Argentesse. La commune a été reconnue en état de catastrophe naturelle au titre des dommages causés par les inondations et coulées de boue survenues en 1982, 1992, 1994, 1995, 2002 et 2014,.

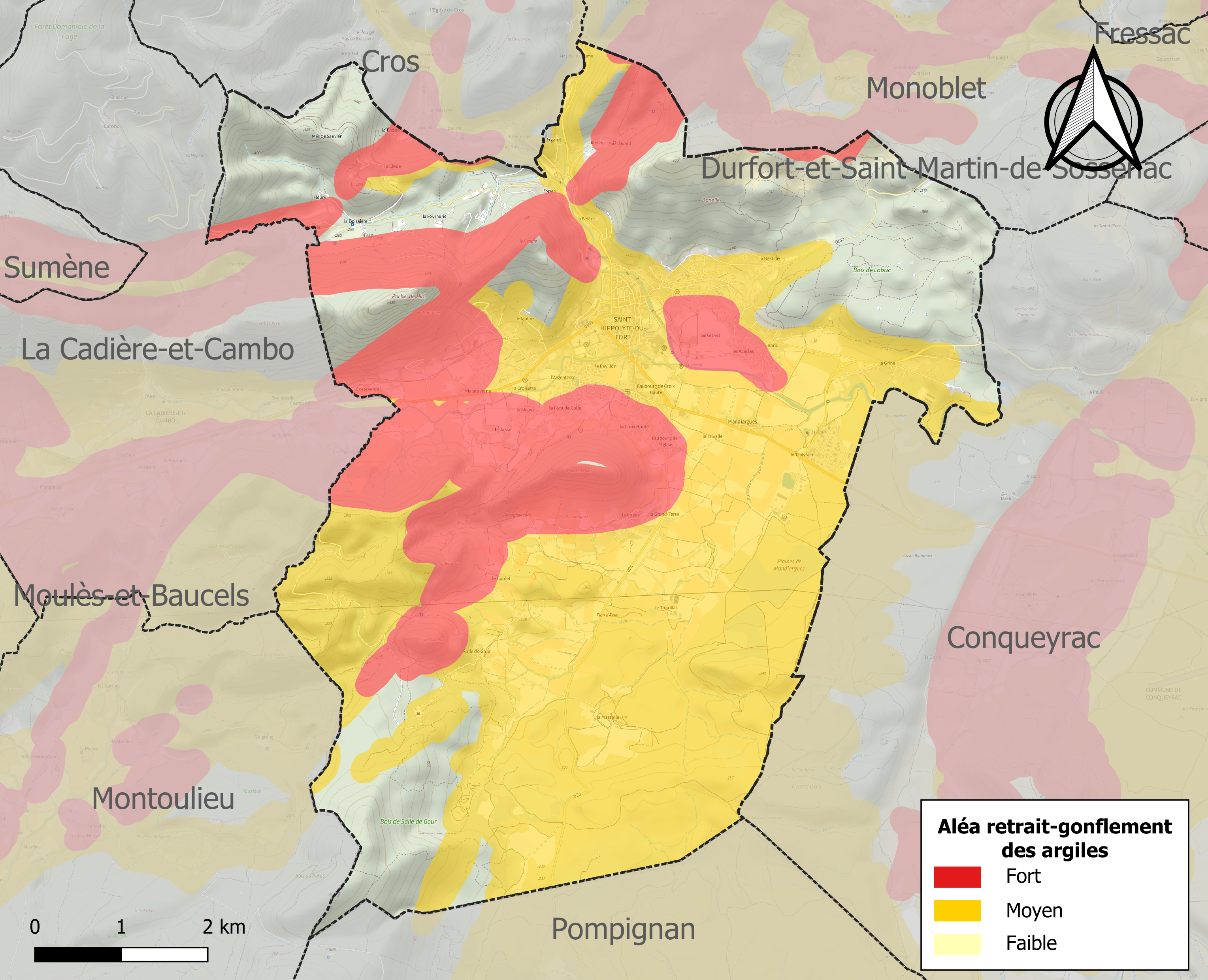
Carte des zones d'aléa retrait-gonflement des sols argileux de Saint-Hippolyte-du-Fort.

La commune est vulnérable au risque de mouvements de terrains constitué principalement du retrait-gonflement des sols argileux. Cet aléa est susceptible d'engendrer des dommages importants aux bâtiments en cas d’alternance de périodes de sécheresse et de pluie. 74,3 % de la superficie communale est en aléa moyen ou fort (67,5 % au niveau départemental et 48,5 % au niveau national). Sur les 1 431 bâtiments dénombrés sur la commune en 2019, 1372 sont en aléa moyen ou fort, soit 96 %, à comparer aux 90 % au niveau départemental et 54 % au niveau national. Une cartographie de l'exposition du territoire national au retrait gonflement des sols argileux est disponible sur le site du BRGM,.
Par ailleurs, afin de mieux appréhender le risque d’affaissement de terrain, l'inventaire national des cavités souterraines permet de localiser celles situées sur la commune.

#### Risques technologiques
Le risque de transport de matières dangereuses sur la commune est lié à sa traversée par des infrastructures routières ou ferroviaires importantes ou la présence d'une canalisation de transport d'hydrocarbures. Un accident se produisant sur de telles infrastructures est en effet susceptible d’avoir des effets graves au bâti ou aux personnes jusqu’à 350 m, selon la nature du matériau transporté. Des dispositions d’urbanisme peuvent être préconisées en conséquence.

#### Risque particulier
Dans plusieurs parties du territoire national, le radon, accumulé dans certains logements ou autres locaux, peut constituer une source significative d’exposition de la population aux rayonnements ionisants. Certaines communes du département sont concernées par le risque radon à un niveau plus ou moins élevé. Selon la classification de 2018, la commune de Saint-Hippolyte-du-Fort est classée en zone 2, à savoir zone à potentiel radon faible mais sur lesquelles des facteurs géologiques particuliers peuvent faciliter le transfert du radon vers les bâtiments.

## Toponymie
Il existe trois hypothèses quant à l'origine du gentilé de la commune (source : page de la mairie de Saint-Hippolyte-du-Fort).
La référence historique :
Blanche de Castille de passage à St Hippolyte aurait voulu se reposer sous un arbre et n’aurait pu trouver le sommeil à cause du chant incessant des cigales. De ce jour, les habitants auraient été baptisés cigalois.
La légende :
La légende raconte qu’un jour, il y a fort longtemps, eut lieu un pari entre les habitants des deux villes : ceux de Sauve prétendaient que leurs voisins n’étaient pas capables d’attraper une cigale. Le gros éclat de rire des habitants de St Hippolyte ! Tout le monde sait que chez nous lorsque l’été arrive, tous les arbres de nos mazets craquettent tant elles sont nombreuses. En entendant chanter une bonne portée, ils ont vite fait de la capturer et tout fiers l’offrent au Sauvains. Alors ces derniers retournent sur le dos l’insecte qui, très lentement, se met à chanter. Les Sauvains leur disent alors en jouant un peu avec les mots et en prenant un petit air moqueur : « vous ne nous avez pas donné une vraie cigale, car la cigale ne chante pas (en effet seul le mâle, le cigaou, a ce privilège). Vous avez donc perdu votre pari ! En revanche les habitants de St Hippolyte du Fort ont gagné un joli surnom : Cigaloises, Cigalois !
La sémantique : 
C’est le rapprochement que chacun peut faire entre sigala et cigalois, deux mots dont la même consonance amène à penser que ce nom n’aurait rien à voir avec cigale mais plutôt avec seigle, le segala étant une région pas très éloignée de la nôtre (entre le Tarn et l’Aveyron), ainsi appelée parce qu’on y cultivait autrefois du seigle. Or, à la même époque la plaine de Saint Hippolyte était aussi plantée en seigle et il est permis de penser que les habitants du pays de seigle, les ségalais, puissent avoir été appelés, par un glissement vers un nom plus chantant, des « Cigalois » (source Fernand Léonard).

## Histoire
La bourgade fut très prospère du XVIIIe siècle au XIXe siècle grâce à l'industrie de la soie et des tanneries.
Elle abrite une école militaire d'enfants de troupe de 1886 à 1934 et une institution protestante pour sourds-muets créée en 1856 qui persiste de nos jours, sous le nom de CROP-Association Paul-Bouvier.
Elle fut chef-lieu de district de 1790 à 1795 (suppression des districts).

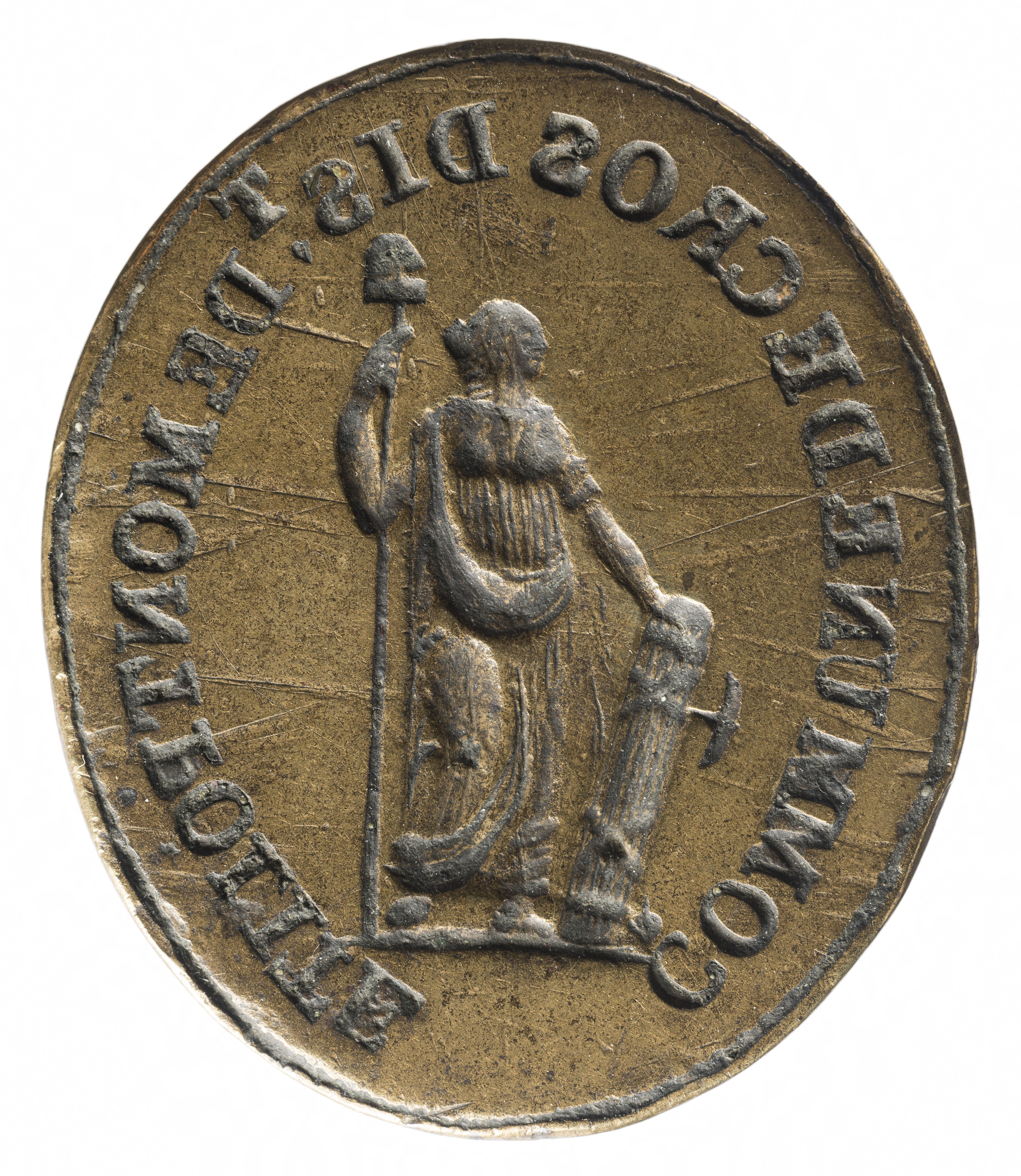
Sceau (musée Carnavalet) : COMMUNE DE CROS et DIS(TRIC)T DE MONTPOLITE

Par décision du troisième jour des Sans-Culottes de l'an II (19 septembre 1794), le conseil d'administration du district, "pour repousser le fanatisme par tous les moyens qui sont en lui, arrête qu'à dater du premier vendémiaire prochain (22 septembre 1794, 1er jour de l'an III) le district nommé district de St-Hipolite portera le nom de Mont Hipolite". Des cachets de cire sur lesquels est écrit 'MONTPOLITE' scellent le courrier officiel. Le nom de Saint-Hippolyte est repris dès 1795. Le nom de Saint-Hippolyte-du-Fort n'est employé couramment qu'à partir du milieu du XIXe siècle.

## Politique et administration

### Liste des maires
| Période                                  | Période  | Identité        | Étiquette    | Qualité                        |
| ---------------------------------------- | -------- | --------------- | ------------ | ------------------------------ |
| 1946                                     | 1977     | André Molines   | SFIO puis PS | Conseiller général (1951-1976) |
| 1977                                     | 1987     | Fernand Léonard | PCF          | Conseiller général             |
| 1987                                     | 1995     | Francis Chirat  |              |                                |
| 1995                                     | 2001     | Gérard Alibert  |              |                                |
| 2001                                     | 2008     | Hubert Norbert  | DVD puis UMP |                                |
| 2008                                     | En cours | Bruno Olivieri  | SE           |                                |
| Les données manquantes sont à compléter. |          |                 |              |                                |

## Population et société

### Démographie
L'évolution du nombre d'habitants est connue à travers les recensements de la population effectués dans la commune depuis 1793. Pour les communes de moins de 10 000 habitants, une enquête de recensement portant sur toute la population est réalisée tous les cinq ans, les populations de référence des années intermédiaires étant quant à elles estimées par interpolation ou extrapolation. Pour la commune, le premier recensement exhaustif entrant dans le cadre du nouveau dispositif a été réalisé en 2005.

En 2022, la commune comptait 3 739 habitants, en évolution de −5,03 % par rapport à 2016 (Gard : +2,97 %, France hors Mayotte : +2,11 %).
| 1793  | 1800  | 1806  | 1821  | 1831  | 1836  | 1841  | 1846  | 1851  |
| ----- | ----- | ----- | ----- | ----- | ----- | ----- | ----- | ----- |
| 5 050 | 5 052 | 5 479 | 5 200 | 5 214 | 5 305 | 5 497 | 5 552 | 5 726 |

| 1856  | 1861  | 1866  | 1872  | 1876  | 1881  | 1886  | 1891  | 1896  |
| ----- | ----- | ----- | ----- | ----- | ----- | ----- | ----- | ----- |
| 5 020 | 4 764 | 4 203 | 4 236 | 4 200 | 4 145 | 4 079 | 4 516 | 4 446 |

| 1901  | 1906  | 1911  | 1921  | 1926  | 1931  | 1936  | 1946  | 1954  |
| ----- | ----- | ----- | ----- | ----- | ----- | ----- | ----- | ----- |
| 4 226 | 4 117 | 3 950 | 3 551 | 3 633 | 3 588 | 3 007 | 2 849 | 3 007 |

| 1962  | 1968  | 1975  | 1982  | 1990  | 1999  | 2005  | 2006  | 2010  |
| ----- | ----- | ----- | ----- | ----- | ----- | ----- | ----- | ----- |
| 3 325 | 3 547 | 3 461 | 3 400 | 3 515 | 3 391 | 3 608 | 3 650 | 3 830 |

| 2015  | 2020  | 2022  | - | - | - | - | - | - |
| ----- | ----- | ----- | - | - | - | - | - | - |
| 3 937 | 3 752 | 3 739 | - | - | - | - | - | - |

### Manifestations culturelles et festivités
Le village de Saint-Hippolyte-du-Fort a une tradition bien à lui, unique en France, nommée les lardons. Le village se composant en grande partie de familles espagnoles émigrées du XXe siècle, ces familles ont un peu apporté leurs traditions avec elles. Les lardons se passent le 13 et le 14 juillet, au moment de la fête nationale. Cela consiste à jeter des pétards d'environ 40 cm et projetant des étincelles sur environ 5 à 8 mètres. Ces pétards ne se trouvent qu'en Espagne étant interdits en France. Le but est de se jeter ces fameux lardons dessus pendant des heures, telle est la tradition, et, pour ces nombreux « purs » Cigalois, il n'est pas envisageable de l'interdire, même si c'est le souhait de la mairie. D'autres explosifs viennent se mêler à la partie. Cette festivité est considérée comme un pèlerinage pour les Cigalois partis faire leurs vies sous d'autres cieux.

## Économie

### Revenus
En 2018  (données Insee publiées en septembre 2021), la commune compte 1 691 ménages fiscaux, regroupant 3 485 personnes. La médiane du revenu disponible par unité de consommation est de 18 130 € (20 020 € dans le département). 34 % des ménages fiscaux sont imposés (43,9 % dans le département).

### Emploi
|                | 2008   | 2013   | 2018   |
| -------------- | ------ | ------ | ------ |
| Commune        | 13 %   | 14,2 % | 12,6 % |
| Département    | 10,6 % | 12 %   | 12 %   |
| France entière | 8,3 %  | 10 %   | 10 %   |

En 2018, la population âgée de 15 à 64 ans s'élève à 2 169 personnes, parmi lesquelles on compte 71,7 % d'actifs (59,1 % ayant un emploi et 12,6 % de chômeurs) et 28,3 % d'inactifs,. Depuis 2008, le taux de chômage communal (au sens du recensement) des 15-64 ans est supérieur à celui de la France et du département.
La commune est hors attraction des villes,. Elle compte 1 376 emplois en 2018, contre 1 444 en 2013 et 1 369 en 2008. Le nombre d'actifs ayant un emploi résidant dans la commune est de 1 315, soit un indicateur de concentration d'emploi de 104,7 % et un taux d'activité parmi les 15 ans ou plus de 48,6 %.
Sur ces 1 315 actifs de 15 ans ou plus ayant un emploi, 682 travaillent dans la commune, soit 52 % des habitants. Pour se rendre au travail, 78,1 % des habitants utilisent un véhicule personnel ou de fonction à quatre roues, 1,2 % les transports en commun, 12,7 % s'y rendent en deux-roues, à vélo ou à pied et 8 % n'ont pas besoin de transport (travail au domicile).

### Activités hors agriculture

#### Secteurs d'activités
411 établissements sont implantés  à Saint-Hippolyte-du-Fort au 31 décembre 2019. Le tableau ci-dessous en détaille le nombre par secteur d'activité et compare les ratios avec ceux du département,.
| Secteur d'activité                                                                                        | Commune | Commune | Département |
| Secteur d'activité                                                                                        | Nombre  | %       | %           |
| --- | ------- | ------- | ----------- |
| Ensemble                                                                                                  | 411     | 100 %   | (100 %)     |
| Industrie manufacturière, industries extractives et autres                                                | 32      | 7,8 %   | (7,9 %)     |
| Construction                                                                                              | 75      | 18,2 %  | (15,5 %)    |
| Commerce de gros et de détail, transports, hébergement et restauration                                    | 113     | 27,5 %  | (30 %)      |
| Information et communication                                                                              | 8       | 1,9 %   | (2,2 %)     |
| Activités financières et d'assurance                                                                      | 8       | 1,9 %   | (3 %)       |
| Activités immobilières                                                                                    | 21      | 5,1 %   | (4,1 %)     |
| Activités spécialisées, scientifiques et techniques et activités de services administratifs et de soutien | 47      | 11,4 %  | (14,9 %)    |
| Administration publique, enseignement, santé humaine et action sociale                                    | 64      | 15,6 %  | (13,5 %)    |
| Autres activités de services                                                                              | 43      | 10,5 %  | (8,8 %)     |

Le secteur du commerce de gros et de détail, des transports, de l'hébergement et de la restauration est prépondérant sur la commune puisqu'il représente 27,5 % du nombre total d'établissements de la commune (113 sur les 411 entreprises implantées  à Saint-Hippolyte-du-Fort), contre 30 % au niveau départemental.

#### Entreprises et commerces
Les cinq entreprises ayant leur siège social sur le territoire communal qui génèrent le plus de chiffre d'affaires en 2020 sont : 
- Eurodef, fabrication d'autres produits minéraux non métalliques n.c.a. (1 906 k€)
- Claude Traiteur, services des traiteurs (1 207 k€)
- TPC - Travaux Publics Cigalois, travaux de terrassement courants et travaux préparatoires (850 k€)
- Menuiserie Ebenisterie Salery, fabrication de charpentes et d'autres menuiseries (784 k€)
- Vanille, boulangerie et boulangerie-pâtisserie (325 k€)

### Agriculture
Le nombre d'exploitations agricoles en activité et ayant leur siège dans la commune est de 16 lors du recensement agricole de 2020 et la surface agricole utilisée de 591 ha,.

#### Produits labellisés
La commune fait partie de l'aire d'appellation pour plusieurs produits :
- Pour le vin : Cévennes (IGP), Fine du Languedoc, Gard (IGP), Pays-d'oc (IGP), Marc du Languedoc, Terres-du-midi ;
- Pour l'alimentaire : Huile d'olive de Nïmes, Olive de Nîmes, Miel de Provence, Pélardon, Volailles du Languedoc.

## Culture locale et patrimoine
On trouve sur la commune de Saint-Hippolyte un très grand temple protestant, certainement un des plus grands de France, comparable à celui d'Anduze, édifié au début du XIXe siècle dans le style néoclassique, avec colonnade en façade. Ce temple a la particularité de posséder un grand orgue de facture allemande et deux clochers. Il est jouxté, à l'arrière immédiat, par l'ancien fort construit à la fin du XVIIe siècle pour « surveiller » les protestants comme à Alès, Nîmes ou Montpellier. En principe le fort ne se visite pas.
La commune possède également 13 fontaines anciennes, des cadrans solaires et quelques façades des XVIIe et XVIIIe siècles avec portes et balcons ouvragés. L'ancien viaduc de chemin de fer est doté d'arcades de pierres lancées de manière courbe par-dessus le Vidourle juste à côté des remparts du XVIIe siècle, la porte de Cros et la tour Saint-Jean.

### Édifices religieux

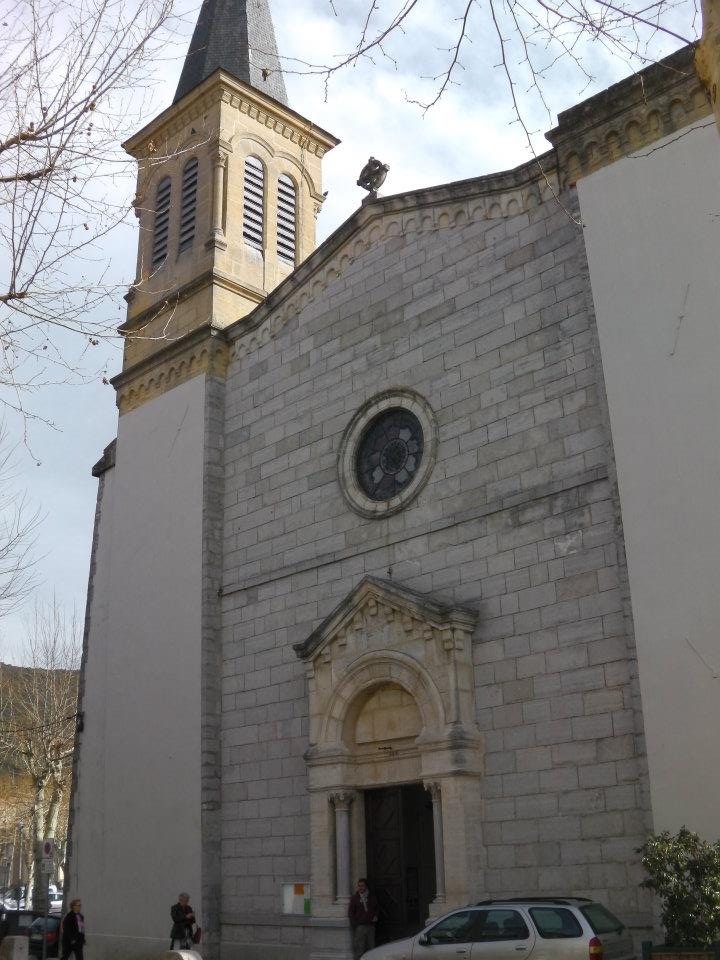
L'église Saint-Hippolyte.

- L'église paroissiale Saint-Hippolyte de Saint-Hippolyte-du-Fort. Reconstruite à la fin du XVIIe siècle par Augustin-Charles d'Aviler, elle a été très remaniée au milieu du XIXe siècle avec, notamment, l'adjonction d'un clocher surmonté d'une flèche couverte d'ardoises.Temple de l'Église protestante unie de France

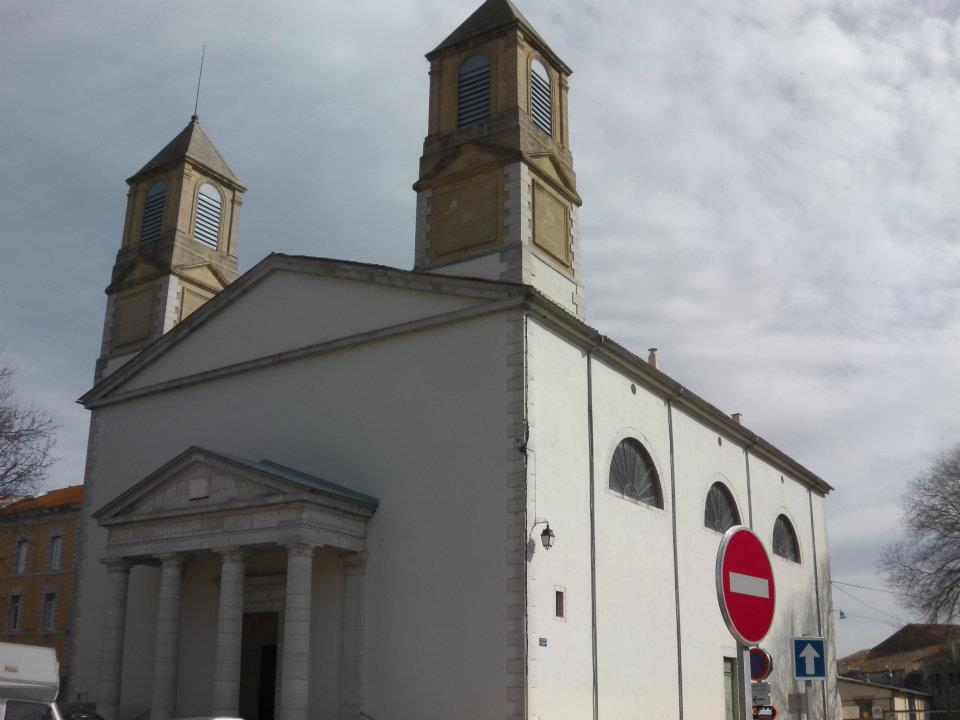
Temple de l'Église protestante unie de France

- Le temple protestant de l'Église protestante unie de France. Bâtiment néoclassique édifié entre 1820 et 1822 [32], impressionnant par ses dimensions (plus de 600 m2 pour la salle), un des plus grands de France, ce qui en fait le plus grand du Gard avec celui d'Anduze (celui d'Anduze mesure seulement un m2 de moins en surface) ; colonnade en façade avec portique et grand fronton encadré de deux tours-clochers inhabituelles pour ce type d'édifice renforçant encore plus l'aspect monumental. L'intérieur est entouré de toutes parts de galeries sur colonnes et la vaste et haute nef couverte d'une voûte en berceau brisé. Il possède un grand orgue d'esthétique franco-allemande construit en 1853 par Hippolyte-César Beaucourt et  Jean-Melchior Voegeli[33].
- Le temple de l'Église réformée évangélique (seconde moitié XIXe siècle).
- Non loin, de l'autre côté du pont sur l'Argentesse, se trouve un ancien petit clocher terminé par une flèche en ardoises, marquant  la présence d'un ancien édifice religieux en lien avec l'ancien hôpital.

### Édifices civils

Dolmen des Rascassols (ou de Galaberte).

- Le beffroi communal. Installé au sein d'une ancienne tour médiévale accolée à l'hôtel de ville au style très sobre néoclassique. Cette tour est surmontée d'un campanile en fer forgé dont la partie haute a la forme d'un bulbe. Il renferme la cloche des heures.
- La tour Saint-Jean (renommée mystérieusement « tour Saint-Louis » sur les documents au début du XXe siècle). Ouvrage défensif à la porte de Cros et point névralgique des fortifications du XVIIe siècle face aux vallées cévenoles[34].
- Le Fort. C'est sans doute le monument le plus remarquable de la ville avec le grand temple, et qui lui donna son nom. Construit en 1688 par François Ferry[34] (comme ceux de Nîmes et d'Alès) pour « contenir » les protestants des Cévennes. Aujourd'hui privé de ses principaux éléments défensifs, il reste cependant d'une grande homogénéité architecturale.
- Les casernes de la fin du XVIIe siècle .
- Les Casernes. Édifiées en 1885 pour l’École militaire, elles constituent un vaste ensemble de bâtiments imposants typiques de l'architecture normalisée de la IIIe République (pierre, brique, fer), incluant la cour fermée « Isly ». La façade principale est surmontée d'un clocheton abritant un ancien carillon de trois cloches aujourd'hui hors service.
- La maison, ou immeuble Dugas. Située sur le plan, elle abrite la fondation du même nom ainsi que la bibliothèque Roure-Sarran. Elle est la propriété de la Société de l'histoire du protestantisme français. À l'intérieur, on note deux cheminées monumentales sculptées en gypserie ainsi que des décors sculptés de la seconde moitié du XVIIe siècle inscrits et protégés au titre des Monuments historiques. Cet immeuble a été récemment vendu à un privé.
- De nombreux hôtels particuliers des XVIIe et XVIIIe siècles souvent ornés de ferronneries, notamment dans les cages d'escalier.
- De nombreuses fontaines, cadrans solaires, façades des XVIIe et XVIIIe siècles.
- L'ancien institut des sourds et muets.
- Le château des Graves (MH).
- Le monument aux morts de l'ancienne école militaire, inscrit aux monuments historiques.

### Patrimoine culturel
- Le musée de la soie.
- L'Arche commémorative. Élevée en 1905.

#### Légende
Les habitants de Saint-Hippolyte-du-Fort se nomment depuis des siècles Cigalois. Une ancienne légende affirmant que les Sauvains, moqueurs, leur avaient proposé de leur acheter des cigales qui chantent, mais seulement des femelles. Les Cigalois en ont ramassé tant et plus, mais bien évidemment, elles ont toutes été refusées par les Sauvains rigolards car il n'y a que les mâles qui chantent.[réf. souhaitée]

### Personnalités liées à la commune
- Famille de Bousquet. Ancienne famille de filateurs de Saint-Hippolyte-du-Fort qui entre en possession au XVIIIe siècle de la terre de Florian (vendue par la famille du célèbre fabuliste Jean-Pierre Claris de Florian). Anoblie sous l'Ancien Régime. Au XIXe siècle, elle s'implante en Cévennes à Aulas (château de La Capelle).
- François-Louis Teissèdre de Fleury (1749-1799), ingénieur militaire.
- François Villaret (1764-1800), général de brigade.
- Louis Pasteur (1822-1895), homme scientifique. Il a séjourné plusieurs mois en 1869 à Saint-Hippolyte-du-Fort pendant ses études sur la maladie du ver à soie. Une rue lui est dédiée et une plaque de marbre, au dessus de la porte du numéro 17 [35], rapelle ce fait[36].
- Hippolyte Tournon (1830-1912), connu aussi comme Hipólito Tournón en espagnol, fut un important entrepreneur dans la production et le commerce du café, représentant consulaire du Costa Rica en France.
- Félix Bonfils (1831-1885), photographe.
- Victor Bousquet (1839-1890), homme politique.
- Marcellin Pellet (1849-1942), homme politique.
- Louis Carteirac (1865-1918), peintre et dessinateur, spéléologue et archéologue amateur.
- André Bourguet (1876-1936), homme politique.
- Pierre Billon (1901-1981), scénariste et réalisateur de cinéma.
- Armand Petitjean (1913-2003), écrivain et philosophe, est décédé dans la commune.
- Pierre Jallatte (1918-2007), industriel.
- Cathy Guetta (1967-), organisatrice de soirées et de spectacles, épouse de David Guetta de 1992 à 2013.
- Patrick Varetz (1958-), écrivain.

## Héraldique
| Blason de Saint-Hippolyte-du-Fort | Blason  | De gueules au château d'argent donjonné de deux tours du même, celle de dextre plus élevée que l'autre, ouvert et ajouré d'azur, posé sur une montagne aussi d'argent. |
| Blason de Saint-Hippolyte-du-Fort | Détails | Armes parlantes. (Fort/château) Le statut officiel du blason reste à déterminer.                                                                                       |